# Doba ledová 4: Země v pohybu
Doba ledová 4: Země v pohybu je pokračování animovaného filmu Doba ledová 3: Úsvit dinosaurů. Pravěká veverka Scrat je kvůli svému oříšku schopná dostat se do jádra Země a rozdělit ji na několik kontinentů. To ale neví, že právě kvůli ní se stala na Zemi katastrofa a všechna pravěká zvířata si musí najít bezpečné místo na přežití. To stejné čeká naši chlupatou partu Sida, Diega, Mannyho, Ellie a jejich mladou dceru Broskvičku. Manny, Sid a Diego se během katastrofy ztratí v moři a zatím Ellie a Broskvička musí přejít na druhou stranu, kde se měli potkat. To ale netuší, že Mannyho, Sida a Diega přepadnou piráti na ledové lodi a uvězní je. Našim přátelům se na konec podaří dostat se ven a Diego se zamiluje do pirátky, bílé šavlozubé tygřice, jménem Shira, která se přidá na jejich stranu. Nakonec všechno dobře dopadne a Manny se potká se svou rodinou a spolu se Sidem, Diegem a Shirou najdou kontinent zvaný Pangea, na který se přestěhují i s ostatními zvířaty.

## Děj
Veverčák Scratt, který se pokouší dostat ke svému ořechu, který mu vyschlou sopkou zapadl až k jádru, způsobí rozdělování kontinentů.Mezitím Many, Diego, Sid, jeho babička z předchozího dílu, Ellie, Broskvička a Eddie a Crash jsou od sebe odděleni. Část půdy, na které byl Many, Diego ,babička, Sid a Eddie a Crash se oddělí a rozlomí na kusy.Proud je zažene do oceánua tam je napadnou piráti na ledové lodi. Kapitán Střevo který posádce velí, svěří nejvěrnější člence posádky Shiře hlídání napadebých.Shira je protějšej Diega. To se jí ovšem nepovede, neboť během kotvení v ostrově Manny s ostatními uniknou. Seznamují se s bobří armádou která se dorozumívá pomocí prskání a mluvením blábolů, což jde skvěle Sidovi. Shira se pokusí zajatce hledat, ale Diego ji po delším souboji zavře do jeskyně kterou hlídá-zaroveň se do ní však zamiluje a ona do něho.Shira nakonec uteče a Střevo jí už nedůvěřuje. Manny a ostatní nalákají piráti na špatné místo ostrova a sami uktadnoz loď pirátů a odplouvají. Diego nabídne Shiře aby jela s ním, ale Střevo se jí zmocní. Střevo postaví druhou loď a začne hrdiny proásledovat.Nakonec doplují na místo kde je Ellie a Broskvička a Manny se Střevem svedou poslední souboj, který vyhraje Manny a zbytek posádky se přidá na stranu dobra.

## Obsazení
- Ray Romano – Manny, mamut
- John Leguizamo – Sid, lenochod
- Denis Leary – Diego, smilodon
- Queen Latifah – Ellie, mamut
- Keke Palmer – Broskvička, mamut
- Chris Wedge – Scrat, veverka
- Josh Peck – Eddie, vačice
- Sean William Scott – Crash, vačice
- Jennifer Lopez – Shira, homotherium
- Wanda Sykesová – Bábi, lenochod
- Peter Dinklage – Střevo, orangutan
- Simon Pegg – Buck, lasice
- Nick Frost – Flynn, rypouš sloní
- Josh Gad – Louis, krtkoježek
- Aubrey Drake Graham – Ethan, mamut
- Aziz Ansari – Squint, zajíc
- Kunal Nayyar – Gupta, jezevec
- Alain Chabat – Silas, terej
- Jason Fricchione – Blb, mamut
- Nicki Minaj – Steffie, mamut
- Rebel Wilson – Raz, klokan
- Heather Morris – Katie, mamut
- Ally Romano – Meghan, mamut
- Ben Gleib – Marshall, lenochod
- Alan Tudyk – Milton, lenochod
- Joy Behar – Eunice, lenochod
- Eddie „Piolín“ Sotelo – Fungus, lenochod

## Recenze
- Doba ledová 4: Země v pohybu[nedostupný zdroj] na filmcz.info –